# Bergkristal
Bergkristal is de kleurloze en meest voorkomende variant van het mineraal kwarts, een siliciumdioxide (SiO2).

## Oorsprong
Men kende het bergkristal ten tijde van het mesolithicum al. Theophrastus noemde het krystallos, κρύσταλλος, onder andere vertaald als kristal, van κρύος, kruos, vorst, ijskoud. Het werd in de tijd van het Romeinse Rijk uit de Alpen onder de naam 'versteend ijs' op de markt gebracht. Plinius de Oudere maakte er ook melding van. De naam 'kwarts' is in 1529 door Georgius Agricola ingevoerd. De volkeren uit het Oosten beschouwden bergkristal als steen van het geduld en de volmaaktheid. Tibetanen gebruiken bergkristal om wonden te behandelen.
De keuze van bergkristal als drinkglas of als deel van middeleeuwse sieraden kan aan het geloof worden toegeschreven, dat deze kristallen zouden breken of verkleuren wanneer zij met gif in aanraking kwamen. Zo werd de keten een amulet dat de koning beschermde. Vergelijk de Rudolfinische keizerskroon en de keten van de Jehova-orde.

## Voorkomen
Bergkristal is in de natuur wijdverbreid, maar het heeft dan niet altijd de kwaliteit van edelsteen. Het wordt veel in de Alpen gevonden. Er werd bijvoorbeeld een kristal van 135 kg gevonden in Zwitserland, in het gebied van de Sint-Gotthard en van de Grimsel. In 1965 werd in Oostenrijk in een holte bij de Großglockner een kristal van bijna 1000 kg gevonden.
Het wordt verder op meer plaatsen in de wereld gevonden:
- Europa -  Duitsland, Tsjechië, Polen en Frankrijk
- Zuid-Amerika - Brazilië, uit Minas Gerais, Bahia en Frans-Guyana.
- Azië - Historisch bekende vindplaatsen zijn India en Sri Lanka, in de omgeving van Tatnaputi. Iriserend kwarts uit het gebied van de Poona in India en uit Myanmar is een zeldzaamheid.
- Afrika - Er komen fraaie kristallen uit Kenia en Madagaskar.
- Noord-Amerika - Bergkristal komt op verschillende plaatsen in de Verenigde Staten in pegmatieten voor.

Het Smithsonian Institution in Washington bezit een geslepen steen van 7000 kt en een bol bergkristal met een diameter van 33 cm en een gewicht van 48,5 kg. Deze komt uit Birma en is in China geslepen.

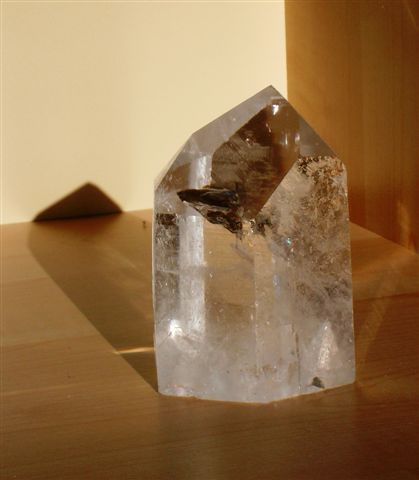
Ongeslepen Bergkristal
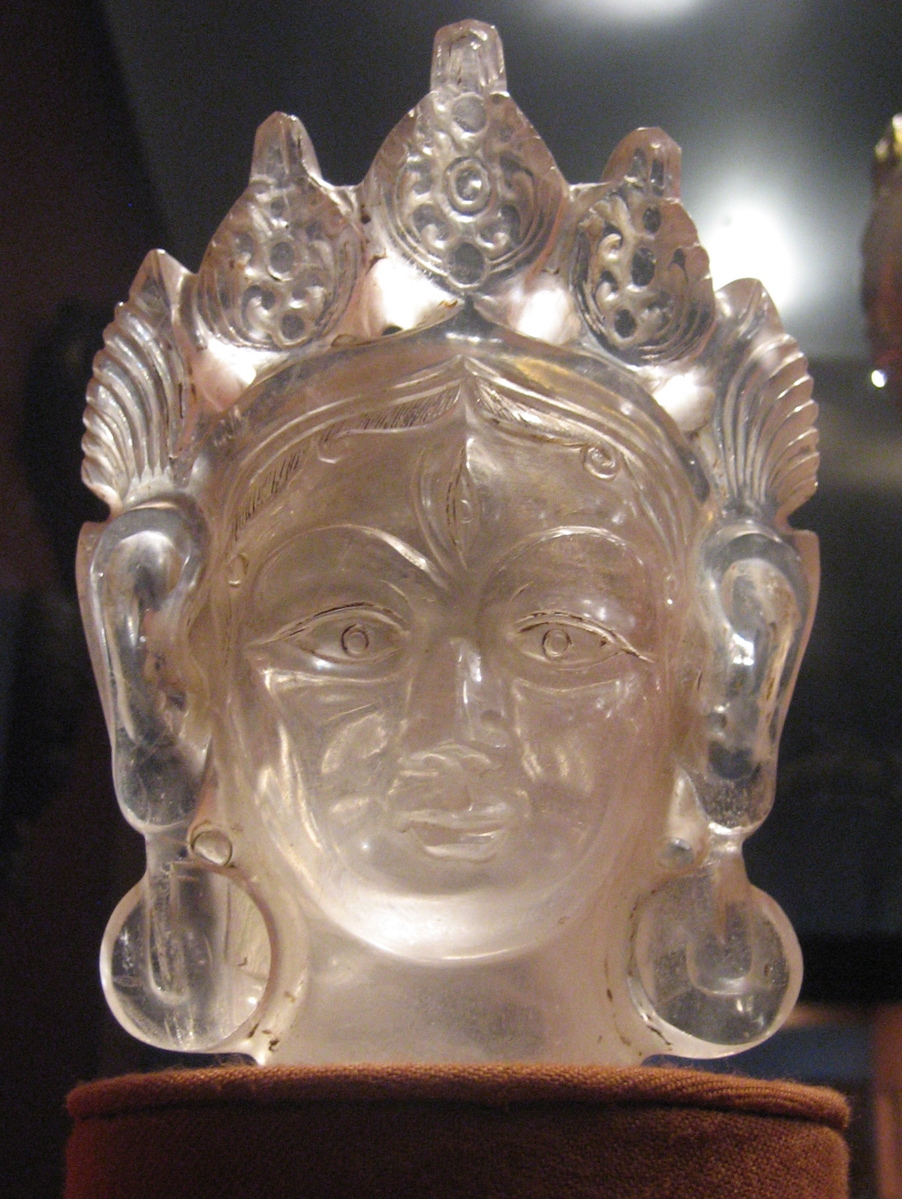
Hoofd van een godheid, 16e eeuw, Nepal